# Ordine basiliano italiano di Grottaferrata

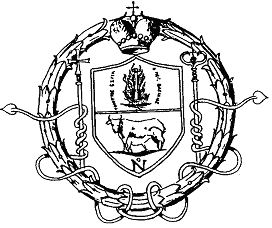
Lo stemma dell'ordine reca le immagini di una colonna fiammeggiante (che allude a san Basilio), una vacca con vitello poppante (simbolo di ospitalità) e la lettera N (iniziale di Nilo)

L'Ordine basiliano italiano di Grottaferrata (in latino Ordo basilianus Italiae, seu cryptoferratensis) è un istituto religioso maschile di diritto pontificio: i monaci dell'ordine pospongono al loro nome la sigla O.S.B.I.
Il monachesimo basiliano si impiantò nei territori bizantini dell'Italia meridionale almeno a partire dal VI secolo e venne incrementato nei secoli successivi dall'arrivo di monaci orientali profughi per la persecuzione iconoclasta.
Il principale esponente del monachesimo bizantino in Italia fu Nilo da Rossano, fondatore dell'abbazia di Grottaferrata.
I monasteri italo-greci vennero riuniti in un ordine da papa Gregorio XIII nel 1579: quasi estinto a causa delle soppressioni del Settecento e dell'Ottocento, venne ripristinato nel 1882.

## Storia

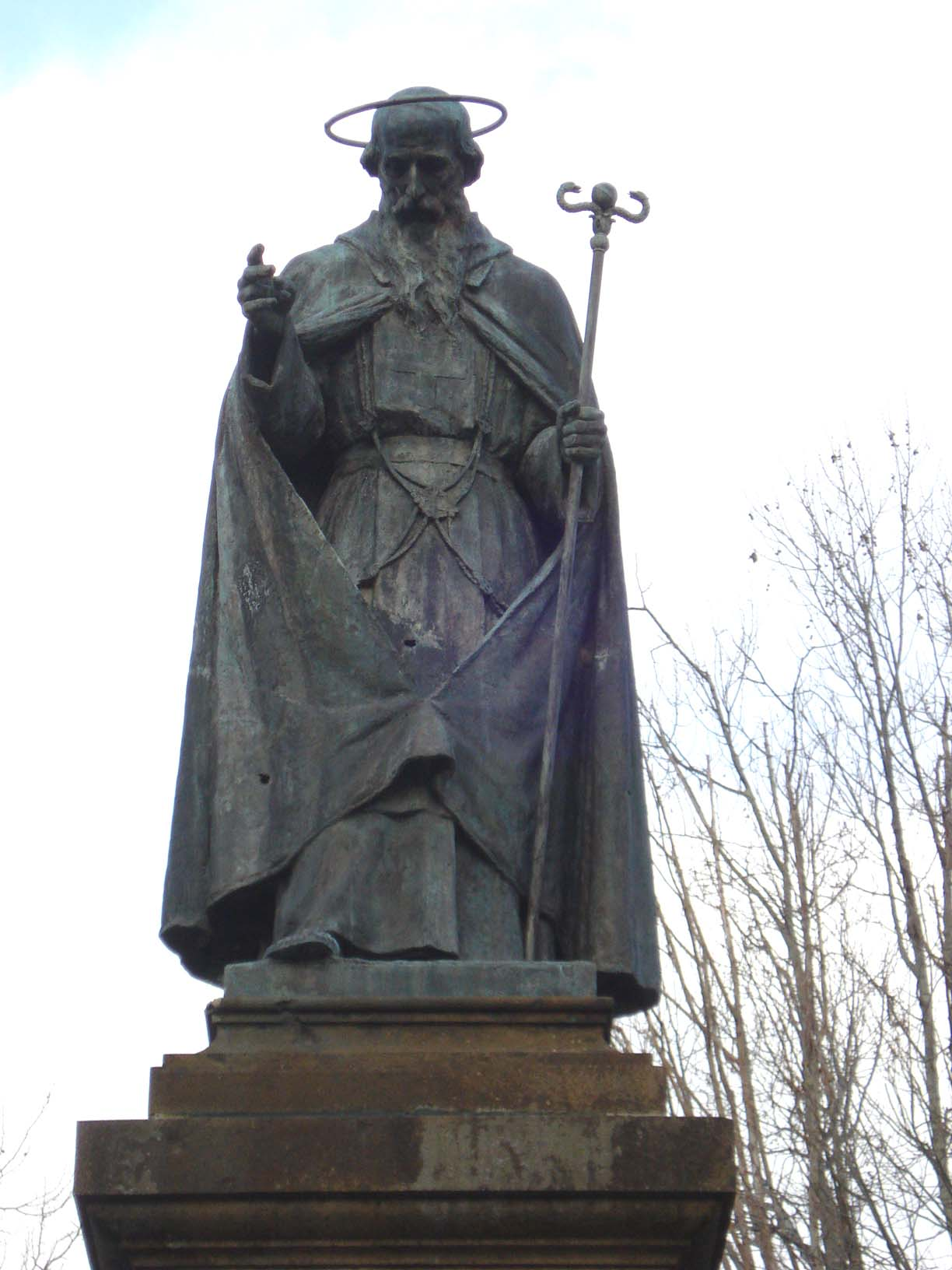
Statua di san Nilo a Grottaferrata

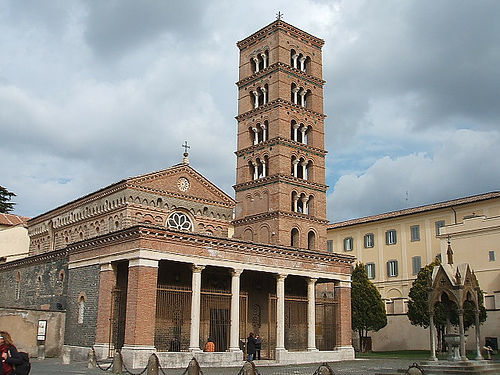
L'abbazia di Santa Maria a Grottaferrata

### Nascita del monachesimo italo-greco
Le origini del monachesimo italo-greco sono poco note, ma è certo che si incrementò nel corso dei secoli dell'alto medioevo in seguito alla conquista giustinianea dell'Italia meridionale, all'esodo in quei territori di monaci greci per l'invasione persiana e per la persecuzione iconoclasta da parte degli imperatori d'Oriente.
Le piccole comunità di monaci italo-greci, in principio, ebbero un carattere essenzialmente eremitico ma, con la fine delle lotte iconoclaste, adottarono le consuetudini e le norme liturgiche del monachesimo studita.
Con l'invasione araba, i monaci italo-greci di Sicilia (tra loro, Elia di Enna, Elia lo Speleota, Saba e Macario) migrarono in Calabria e Lucania: a Mercurion sorse un'importante eparchia che divenne il centro di irradiazione del monachesimo greco nell'Italia meridionale.

### Nilo di Rossano e Grottaferrata
Da Mercurion proveniva il più illustre esponente del monachesimo bizantino: Nilo. Originario di Rossano, abbandonata la moglie, si ritirò prima a Mercurion e poi a San Nazario, monastero posto nei domini del principe di Salerno; tornò poi a Mercurion e prese ad abitare in una spelonca presso il monastero, conducendo una vita di rigorosa ascesi.
In seguito alle incursioni saracene Nilo si spostò a Rossano, poi ottenne dai benedettini di Montecassino il monastero di Valleluce e, in seguito, il monastero dei Santi Vincenzo e Anastasio alle tre fontane di Roma, dove venne visitato anche dall'imperatore Ottone III. Temendo l'eccessiva popolarità, Nilo si ritirò nella zona di Tuscolo, dove ottenne dal conte Gregorio I il permesso di fondare il monastero di Grottaferrata, dove morì nel 1004.
Nilo di Rossano ebbe il merito di imprimere un nuovo vigore al monachesimo italo-greco, permettendogli di inserirsi in maniera più vitale nella tradizione italica. Abbandonando il loro carattere eremitico, i suoi monaci divennero importanti strumenti di cultura e civiltà per le popolazioni dei territori contesi tra longobardi, bizantini, arabi e normanni.
Il monastero di Grottaferrata estese rapidamente i suoi possedimenti anche fuori dal territorio tuscolano e il suo abate divenne capo di un vasto feudo: Ruggero di Sicilia gli conferì il titolo di barone di Rossano. Le guerre tra romani e tuscolani, verso la fine del XII secolo, diedero inizio al processo di decadenza che colpì il monastero.

### Monachesimo italo-greco nei domini normanni
In Calabria, specialmente nella zona tra Stilo e Catanzaro, esistevano oltre trecento monasteri bizantini: il monastero di Santa Maria Odigitria (o Patirion), fondato da Bartolomeo di Simeri, raccolse l'eredità spirituale di Nilo e, insieme con le sue numerose dipendenze, divenne un vivaio di cultura bizantina.
Con la conquista normanna dell'Italia meridionale, i nuovi dominatori, sospettando i monaci italo-greci di atteggiamento favorevole al regime bizantino, affidarono i loro monasteri ai benedettini o affiancarono loro comunità latine. Pur favorendo la rilatinizzazione dei loro territori, i Normanni continuarono a beneficiare i monasteri basiliani, soprattutto per il forte ascendente esercitato da quei monaci sulle popolazioni locali.
Ruggero II incaricò Bartolomeo di Simeri di fondare un monastero del Santissimo Salvatore a Messina e nel 1131 pose alle dipendenze del suo archimandrita gli egumeni di tutti i monasteri basiliani di Sicilia; il sistema federativo venne esteso da Guglielmo II ai monasteri di Calabria e Lucania e la sede dell'archimandrita venne stabilita nel monastero dei Santi Elia e Anastasio a Carbone.
La tradizione monastica greco-italica, comunque, continuò a declinare e quasi scomparve all'epoca della separazione tra le Chiese orientali e quella occidentale.

### Fondazione dell'ordine

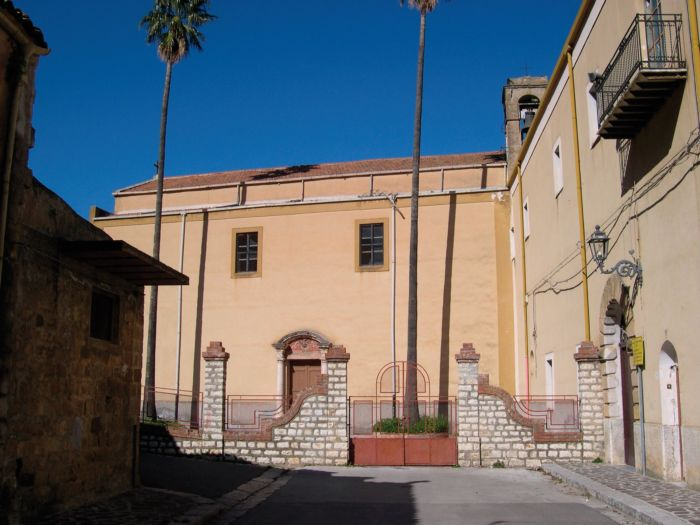
Il monastero basiliano " S. Maria di tutte le grazie " di Mezzojuso

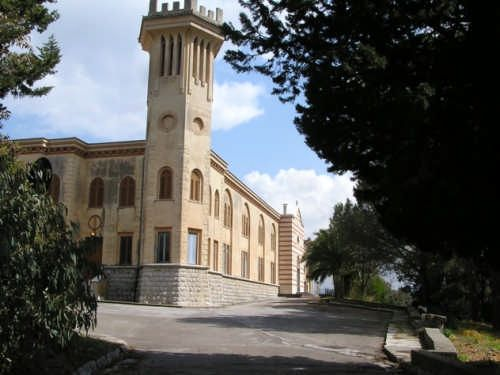
L'Istituto del Santissimo Salvatore "Sklica" di Piana degli Albanesi

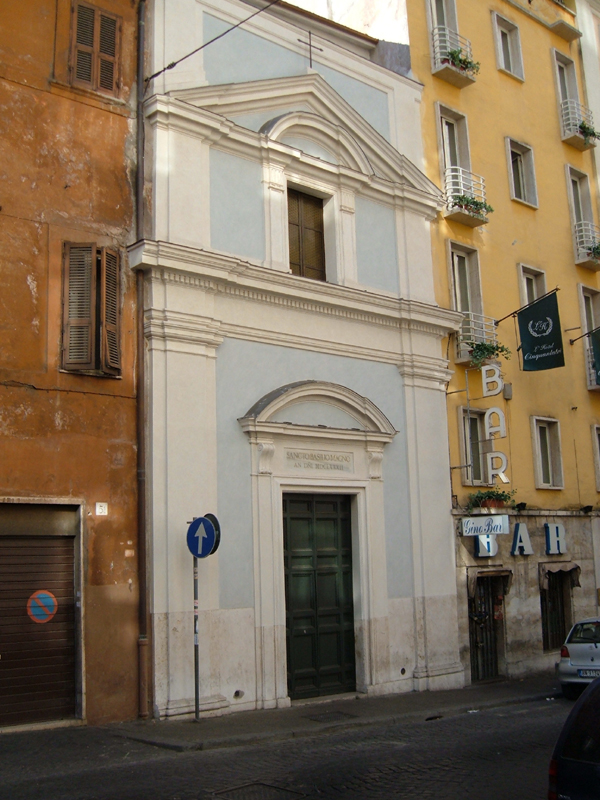
La chiesa di San Basilio agli Orti Sallustiani

Tutti i monasteri bizantini d'Italia (anche quello di Mezzojuso, popolato da monaci albanesi) vennero riuniti in un ordine con la bolla Benedictus Dominus di papa Gregorio XIII del 1º novembre 1579.
I basiliani italiani ebbero l'incarico di rivitalizzare anche i monasteri basiliani spagnoli, che vennero posti alle dipendenze del monastero di Grottaferrata (gli ultimi monasteri basiliani spagnoli scomparvero nel 1855, a causa delle leggi del governo di Baldomero Espartero).
Gli abati di Grottaferrata Pietro Minniti e Giuseppe Del Pozzo, rispettivamente nel 1709 e nel 1746, chiesero ai pontefici di sopprimere il rito bizantino nei monasteri dell'ordine, ma prima papa Clemente XI e poi papa Benedetto XIV respinsero l'istanza.
A partire dalla metà del XVIII secolo, con la soppressione di numerosi monasteri nel Regno di Napoli, per l'ordine iniziò un periodo di grande decadenza culminato nel 1866, con le leggi eversive sabaude: l'unico monastero dell'ordine sopravvissuto fu quello di Grottaferrata, mantenuto come monumento nazionale.
La tradizione greca venne ripristinata integralmente a Grottaferrata con decreto del 12 aprile 1882: le nuove costituzioni dei basiliani d'Italia furono approvate una prima volta nel 1900 e nuovamente, dopo alcune modifiche apportate dalla Congregazione per le Chiese Orientali, il 6 aprile 1929.
Nel 1920 i basiliani ripresero possesso del monastero di Mezzojuso, nel 1932 fondarono quello di San Basile e nel 1949 quello di Piana degli Albanesi.

## Finalità e diffusione
I basiliani d'Italia, oltre che nello studio, nel lavoro e nella preghiera, sono particolarmente attivi nello sviluppo dei rapporti ecumenici con l'Oriente cristiano.
L'archimandrita di Grottaferrata è il superiore generale dell'ordine.
Alla fine del 2008 l'ordine contava 3 case (l'abbazia di Grottaferrata, il collegio San Basilio di Roma e l'istituto del Santissimo Salvatore di Piana degli Albanesi) e 15 religiosi, 10 dei quali sacerdoti.